# Pédiatrie sociale
 (août 2025).
Les services de pédiatrie sociale en communauté ont comme objectif de soutenir les enfants en situation de vulnérabilité pour optimiser leur développement psychobiosocial[C'est-à-dire ?]. 
Le médecin pratiquant la pédiatrie sociale peut être pédiatre ou médecin de famille, et celui-ci doit avoir une excellente compréhension des déterminants sociaux de la santé et du concept de la prévention,,.

## Pratique

### En Europe
L’Association Internationale de Pédiatrie Sociale (ASSIPS), née en 2012, est une émanation du Club International de Pédiatrie Sociale (CIPS) fondé à Paris en 1969 au Centre international de l'enfance (CIE) par les Pr R. Debré, A. Mande et N. Masse.
Les professionnels de l’enfance se réunissaient régulièrement pour échanger sur leurs pratiques et sur les difficultés rencontrées chez les enfants, les adolescents et leurs familles : difficultés de développement somatique, psychique, psychomoteur, éducatif, d’attachement, ainsi que difficultés liées aux soins de base, aux maltraitances et aux violences intrafamiliales…
L’ASSIPS est une association internationale regroupant des professionnels et des chercheurs francophones (France, Belgique, Suisse, Luxembourg, Canada, Espagne, Roumanie, Afrique… ) actifs dans différentes disciplines : soins de santé physique et psychique, travail social, pratiques artistiques et éducatives...
Le paradigme de la pédiatrie sociale s’appuie sur la prise en compte de la globalité de l’enfant et de sa famille, de l’accompagnement et «de l’empowerment » familial. Il est interdisciplinaire et pluri-professionnel. Il a été développé par de nombreux auteurs dont Robert Debré, Michel Manciaux, Stanislas Tomkiewicz, Louis Kremp, Bernard Pissarro, Jean Pierre Deschamps, Michel Roussey, Odile Kremp Rousset[réf. nécessaire].
Tandis que la pédiatrie s’est développée en de nombreuses sur-spécialités, le paradigme de la pédiatrie sociale s’est remodelé et s’est enrichi, au fil des années, des préoccupations concernant les familles précarisées et celles confrontées aux situations de handicap. Les membres de l’ASSIPS sont à l’écoute des tendances sociétales, telles que la monoparentalité, les familles recomposées, la place actuelle des pères, les crises sanitaires telles le COVID19 depuis 2020. Elle s’appuie sur une approche interprofessionnelle et interdisciplinaire
L’ASSIPS et l’UCLille organiseront à partir de l’automne 2021 un Diplôme Universitaire de Pédiatrie Sociale en vue de dynamiser et de transmettre ce paradigme et ces pratiques à de jeunes professionnels. Par ailleurs , l’ASSIPS propose un cycle de visioconférences, dont le programme est présenté sur le site www.assips.org. (Docteur Michèle Blanc Pardigon et Professeur Michel Mercier, coprésidents de l'ASSIPS

### Au Québec
Au Québec, la pédiatrie sociale en communauté a été développée et popularisée par le pédiatre québécois Gilles Julien, le président-fondateur de la Fondation du Dr Julien. En 2010, le Gouvernement du Québec avait notamment promis de venir en aide au Dr Julien pour développer de plus en plus cette pratique dans la province. Depuis, plusieurs médecins québécois ont ouvert des centres de pédiatrie sociale dans des communautés défavorisées et à risque de vulnérabilité,. Par exemple, le Dr Julien a ouvert trois centres : le centre d'Assistance d'enfants en difficulté (AED), le Garage à musique dans Hochelaga-Maisonneuve et le Centre de services préventifs à l'enfance (CSPE) dans Côte-des-Neiges,,.
Le garage à musique, fondé en 2009 par Hélène (Sioui) Trudel est un centre d'excellence reconnu par la Fondation du Dr Julien. Ce centre spécialisé favorise la démocratisation de l’apprentissage de la musique. Il offre gratuitement l’accès à une médecine sociale intégrée aux enfants d’Hochelaga-Maisonneuve, tant sur le plan médical que psychologique et juridique. En plus d'offrir ces soins et services, les jeunes ont accès à la pratique collective de la musique et à un suivi scolaire. En 2018, plus de 1 500 enfants et jeunes ont bénéficié gratuitement des services du Garage à musique, soit environ 800 par semaine.